# Роверета
Роверета — село (італ. curazia), що знаходиться в Сан-Марино. Територіально відноситься до муніципалітету Серравалле.

## Історія
У 1957 році тут була конституційна криза, названа Fatti di Rovereta (Справа Роверети), в якій Генеральна рада Сан-Марино свідомо запобігала запланованим виборам капітана-регента. Тимчасовий уряд було створено в селі Роверета, який був в опозиції до капітана-регента, термін повноважень якого вже закінчився. 

## Географія
Село розташована в північно-західному куті свого муніципалітету, близького до Фальчано і до кордонів з Італією.
| Сан-Марино | Це незавершена стаття з географії Сан-Марино. Ви можете допомогти проєкту, виправивши або дописавши її. |